# Максимово (Башкортостан)
Макси́мово (баш. Максимов) — село в Янаульском районе Башкортостана, центр Максимовского сельсовета.

## География
Расположено на автодороге 80Н-066 «Янаул — Старый Курдым». Расстояние до:
- районного центра (Янаул): 26 км,
- ближайшей ж/д станции (Янаул): 26 км

## История
Основано удмуртами в 1735 году по договору о припуске на землях башкир Уранской волости Осинской дороги, названо по имени первопоселенца. В 1795 году учтено 50 душ мужского пола, в 1816 году — 74 мужчины. В 1859 году учтено 424 человека в 53 дворах.
В конце 1865 года — деревня Максимова (Андышева) 2-го стана Бирского уезда Уфимской губернии, 69 дворов и 436 жителей (223 мужчины и 213 женщин), в том числе 340 удмуртов и 96 татар. Жители занимались сельским хозяйством, пчеловодством и извозом.
В 1896 году в деревне Максимова (Андым) Кызылъяровской волости VII стана Бирского уезда — 150 дворов и 929 жителей (460 мужчин, 469 женщины), имелись мечеть и две торговые (бакалейные) лавки. По описанию, данному в «Оценочно-статистических материалах», деревня была расположена в 100 верстах от уездного города Бирска и в 15 верстах от Гондыра. Деревня находилась у восточного края земельного участка; пашня была по возвышенному водоразделу речек Стиау и Зирок, распахана давно и сильно выпахана; имелся овраг площадью в 3 десятины. Почва — суглинок глубиной 4 вершка, подпочва — красная вязкая глина. Было 13 веялок. Лес на севере и на юге участка рубился только на общественные нужды. Сенокос — суходольный, выгон — присельный, по низменной равнине. Сеном своим не обходились. На лето до 10 семейств уходили на заработки в Пермскую губернию.
По переписи 1897 года в деревне проживало 954 жителя (471 мужчина и 483 женщины), из них 495 были магометанами и 452 — язычниками.
В 1906 году в деревне 181 двор и 1066 человек (529 мужчин, 537 женщин), мечеть (построенная в 1892 году), 3 бакалейные лавки и водяная мельница.
По данным подворной переписи, проведённой в уезде в 1912 году, деревня Максимова (Андыш, Андым) входила в состав Максимовского сельского общества Кызылъяровской волости. В ней имелось 220 хозяйств тептярей-припущенников, где проживало 1202 человека (622 мужчины, 580 женщин). Количество надельной земли составляло 1434 казённых десятины (из неё 143,63 десятины сдано в аренду), в том числе 1292 десятины пашни и залежи, 41 — сенокоса, 10 — леса, 44 десятины усадебной земли и 47 — неудобной земли. Также 663,67 десятин было арендовано. Посевная площадь составляла 1356,49 десятин, из неё 46,2 % занимала рожь, 33,1 % — овёс, 14,7 % — греча, 2,5 % — конопля, 2,4 % — просо, остальные культуры (в основном горох и полба) занимали 1,1 % посевной площади. Из скота имелось 550 лошадей, 500 голов КРС, 1278 овец и 7 коз. 24 человека занимались промыслами. 13 хозяйств держали 334 улья пчёл.
В 1920 году по официальным данным в деревне той же волости 223 двора и 1169 жителей (555 мужчин, 614 женщин), по данным подворного подсчета — 692 башкира, 524 удмурта, 32 русских и 2 работника в 225 хозяйствах. К 1925 году осталось 213 хозяйств.
В 1926 году деревня относилась к Кызылъяровской укрупнённой волости Бирского кантона Башкирской АССР.
В 1939 году в деревне Максимово, центре Максимовского сельсовета Янаульского района — 1091 житель (471 мужчина, 620 женщин).
В 1958 году центр недавно укрупнённого сельсовета перенесён в село Сандугач.
В 1959 году в селе Максимово Сандугачского сельсовета проживало 928 жителей (403 мужчины, 525 женщин), в 1970-м — 826 человек (360 мужчин, 466 женщин).
В 1979 году в селе 708 человек (318 мужчин, 390 женщин). В этом году из Сандугачского сельсовета выделился Максимовский.
В 1989 году в селе, центре Максимовского сельсовета 630 жителей (295 мужчин, 335 женщин).
В 2002 году — 642 человека (313 мужчин, 329 женщин), преобладают башкиры (40 %) и удмурты (36 %).
В 2010 году — 590 человек (291 мужчина, 299 женщин).

## Население
| 2002 | 2009 | 2010 |
| ---- | ---- | ---- |
| 642  | ↗666 | ↘590 |

## Известные уроженцы
- Батыршин, Расиф Зарифьянович (р. 1951) — народный художник Удмуртии.
- Минязев, Нил Хасанович (1938—2007), композитор и художник. Жил и работал в городе Челябинске художественным руководителем народного вокального ансамбля Дворца культуры.
- Анис Шаймарданов (р. 1959), самодеятельный композитор, исполнитель, аранжировщик. Начинающий поэт и переводчик стихов.

## Инфраструктура
В селе имеются основная школа, детский сад, магазин, сельский дом культуры с библиотекой, почтовое отделение, фельдшерско-акушерский пункт. Действует пилорама и молочно-товарная ферма, неподалёку находятся карьер и 2 кладбища. Есть водонапорная башня, село газифицировано, имеется АТС.